# Zkracovač URL
Zkracovač URL je webová aplikace sloužící k vytvoření alternativních krátkých URL adres. Po zadání původní dlouhé adresy (např. https://cs.wikipedia.org/w/index.php?title=URL&action=history) uloží systém původní adresu do databáze a vygeneruje krátký kód, který připojí ke své vstupní URL, takže výsledná adresa je mnohem kratší, například https://w.wiki/kDq. Pokud někdo adresu použije (např. na ni přejde prohlížečem), zjistí nejprve zkracovač podle použitého kódu z databáze původní odkaz a následně návštěvníka na původní adresu přesměruje, uživatel tak téměř nepozná rozdíl oproti užití celé původní adresy.

## Využití
S tímto zkráceným odkazem se pak dále pracuje jako s původním, lze jej tedy šířit, zasílat e-mailem, přes instant messaging, apod. Zkráceného URL se často využívá na Twitteru, v SMS zprávách, kde je uživatel limitován počtem znaků. Je-li původní odkaz příliš dlouhý a jeho plné uvedení by nepůsobilo esteticky, je zkrácené URL využíváno i na webových prezentacích, které si zakládají na stylu. Další využití nachází zkracovač URL v případech, kde je odkaz předáván v tištěné formě (plakáty, billboardy, outdoorové poutače nebo i v nemasmediálním styku ve formě adresy ručně napsané na papírku).
Většina zkracovačů disponuje i dalšími funkcemi, jako třeba měření počtu přístupů přes zkratku, možností zaheslování odkazu, či různými doplňky pro prohlížeče.

## Historie
Vzestup zkracovacích služeb nastal po příchodu mikroblogovacích služeb jako třeba Twitter, kde se zkrácením adresy ušetří několik znaků pro text. Vlastní zkracovací služby také později spustily některé velké internetové společnosti jako např. Google či Microsoft.

## Kritika
Zkracovače se setkávají také s kritikou: Zejména zastírají cíl odkazu – ze zkrácené adresy nelze nijak vyčíst, kam bude přesměrována, z toho důvodu může být zkracování URL pomocníkem při phishingu (je-li zkrácený odkaz použit v podvodném e-mailu, adresát neví, skrývá-li se za tímto odkazem legitimní, nebo podvodná stránka). Ze stejného důvodu se služby zkracovačů objevují na některých blacklistech, neboť jinak by zkracovače umožňovaly snadné obcházení těchto blacklistů. Při použití zkracovače také do odkazu přibývá další (potenciálně nespolehlivý) článek: služba konkrétního zkracovače může vykazovat výpadky nebo zcela skončit – v takovém případě odkaz nejen „neprojde“ na místo určení, ale ani už ho nelze rekonstruovat.

## Vybrané zkracovače URL
- TinyURL byl prvním známým zkracovačem; funguje od roku 2002. Byl původním zkracovačem používaným na Twitteru, který však v roce 2009 přešel na bit.ly[1] a později na vlastní specializovanou službu t.co.
- Goo.gl byl zkracovač URL fungující jako jedna ze služeb Googlu; byl ukončen ke konci března 2019.[2] V červenci 2024 Google oznámil, že platnost stávajících odkazů zkracovače Goo.gl skončí 25. srpna 2024.[3]
- Youtu.be je „firemním“ zkracovačem pro službu YouTube. Funkce Youtu.be je omezená a specializovaná ryze na videa umístěná na YouTube. Například adresa videa http://www.youtube.com/watch?v=ABCD1234 může být zkrácena na http://youtu.be/ABCD1234, kde za adresou serveru následuje pouze identifikační kód videa. Jedná se tedy pouze o zkrácení URL a cílovou adresu je možno ze zkráceného tvaru snadno odvodit.